# St. Margaretha (Sölb)

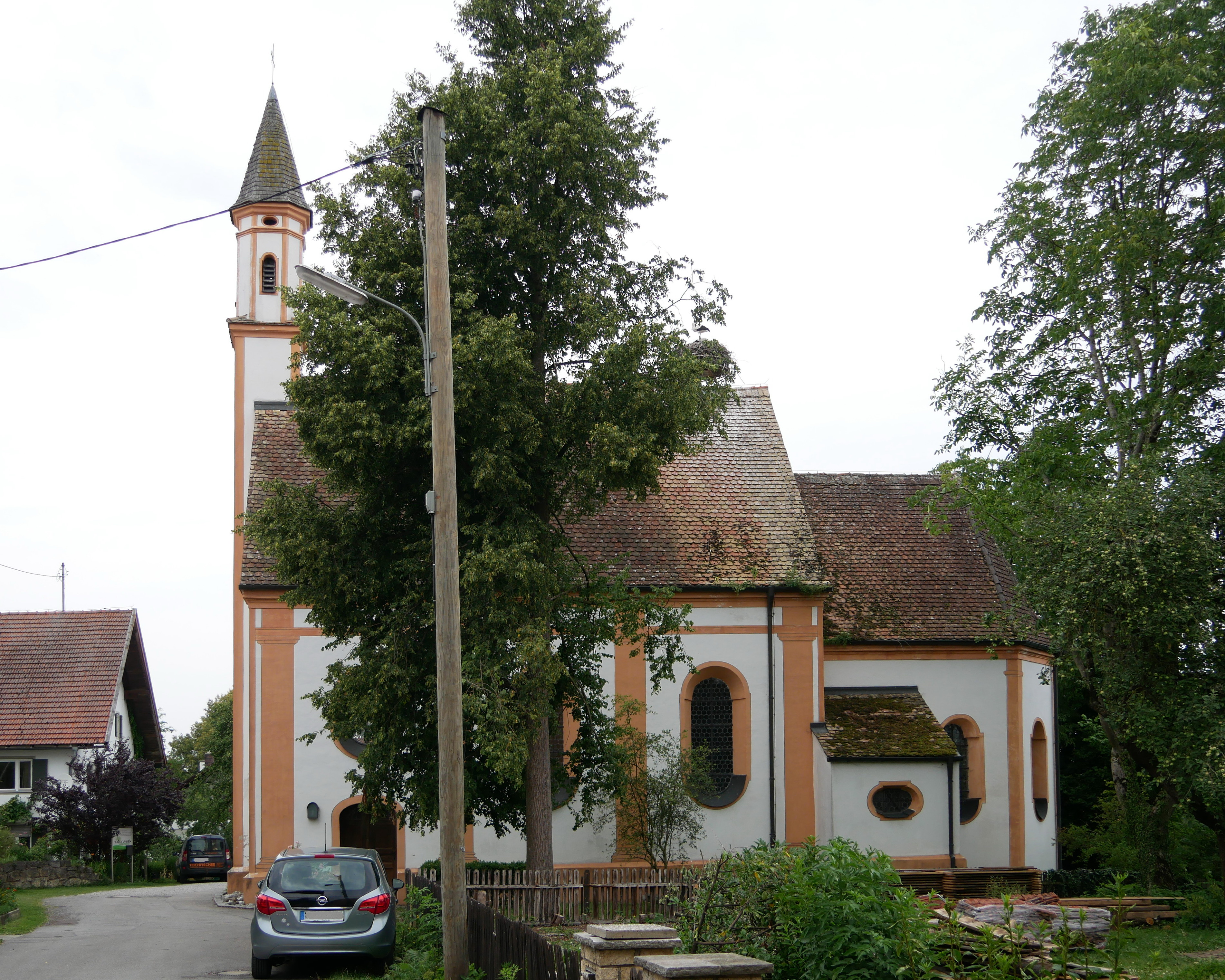
Kirche St. Margaretha in Sölb

Die katholische Filialkirche St. Margaretha in Sölb, einem Ortsteil der Gemeinde Raisting im oberbayerischen Landkreis Weilheim-Schongau, wurde der heiligen Margareta geweiht. Die Kirche an der Leonhardstraße 14 ist ein geschütztes Baudenkmal.

## Beschreibung
Die Kirche besitzt einen eingezogenen spätgotischen Chor und ein tonnengewölbtes Langhaus von 1739/40. Die drei Altäre stammen von 1884.